# Palazuelos de Eresma
Palazuelos de Eresma és un municipi de la província de Segòvia, a la comunitat autònoma de Castella i Lleó.
| 1991 | 1996 | 2001 | 2004 | 2007 |
| ---- | ---- | ---- | ---- | ---- |
| 1542 | 2499 | 1619 | 2393 | 3499 |

| Període      | Nom de l'alcalde/-essa | Partit polític                                                | Data de possessió |
| ------------ | ---------------------- | ------------------------------------------------------------- | ----------------- |
| 1979 - 1983  |                        |                                                               | 19/04/1979        |
| 1983 - 1987  |                        |                                                               | 28/05/1983        |
| 1987 - 1991  |                        |                                                               | 30/06/1987        |
| 1991 - 1995  |                        |                                                               | 15/06/1991        |
| 1995 - 1999  |                        |                                                               | 17/06/1995        |
| 1999 - 2003  |                        |                                                               | 03/07/1999        |
| 2003 - 2007  | Domingo Asenjo Maté    | Izquierda Unida                                               | 14/06/2003        |
| 2007 - 2011  | Domingo Asenjo Maté    | IU-LVCYL (Izquierda Unida - LV- Compromiso por Castilla-León) | 16/06/2007        |
| 2011 - 2015  | n/d                    | n/d                                                           | 11/06/2011        |
| 2015 - 2019  | n/d                    | n/d                                                           | 13/06/2015        |
| 2019 - 2023  | n/d                    | n/d                                                           | 15/06/2019        |
| Des del 2023 | n/d                    | n/d                                                           | 17/06/2023        |